# Kelly Rodríguez
Aquilino Fabriciano Rodríguez Ávila (Avilés, Asturias, España; 9 de agosto de 1907-22 de octubre de 1997), más conocido como Kelly Rodríguez, fue un jugador profesional de fútbol americano español.
Fue el segundo español en jugar en la National Football League (NFL) tras su hermano Jess Rodríguez.

## Biografía
Aquilino Fabriciano nació en Avilés en agosto de 1907. En 1911 se trasladó a Estados Unidos junto a su familia a bordo del RMS Lusitania.

## Carrera

### NFL
De cara a la temporada de 1930 se incorporó a las filas de los Minneapolis Red Jackets, convirtiéndose en el segundo jugador español de la historia de la liga tras su hermano Jess. Tras sólo dos partidos, y debido a los problemas económicos del conjunto de Minnesota, Rodríguez fue vendido a los Frankford Yellow Jackets.
El 27 de noviembre de 1930, en un partido ante los Green Bay Packers, anotó el primer y único touchdown de su carrera deportiva. Este fue el único TD anotado por un español hasta el que consiguió Alejandro Villanueva 88 años después ante los Denver Broncos.